# Montesquieu (Hérault)
Montesquieu is een gemeente in het Franse departement Hérault (regio Occitanie) en telt 62 inwoners (2009). De plaats maakt deel uit van het arrondissement Béziers.

## Geografie
De oppervlakte van Montesquieu bedraagt 15,7 km², de bevolkingsdichtheid is dus 3,9 inwoners per km².

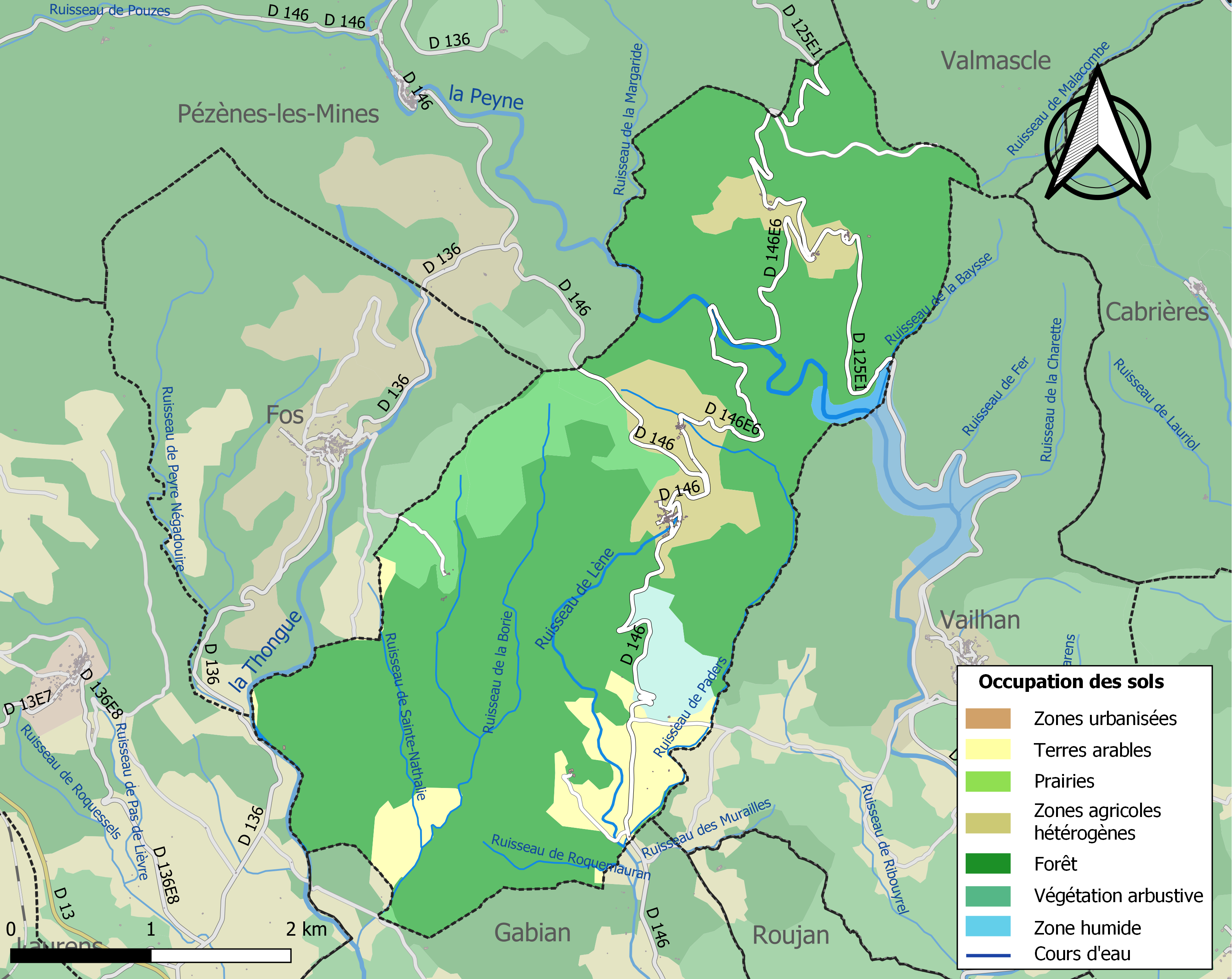
Kaart van de gemeente met de belangrijkste infrastructuur, bodemgebruik en omliggende gemeenten

## Demografie
Onderstaande figuur toont het verloop van het inwonertal (bron: INSEE-tellingen).